# Giovanni Maria Sabino
Pour les articles homonymes, voir Sabino (homonymie).
Giovanni Maria Sabino (Turi, 30 juin 1588 – Naples, avril 1649) est compositeur, organiste et un pédagogue italien.

## Biographie
Membre d'une famille de musiciens et de compositeurs (son frère Antonino et son neveu Francesco), a vécu à Turi jusqu'en 1602, quand, à l'âge de quatorze ans, avec le soutien probable des barons locaux (les Moles), il est allé à Naples pour étudier la musique sous la direction de Prospero Testa. Il est revenu temporairement à Turi en 1610 pour prendre possession du bénéfice de San Giacomo Apostolo, avec le titre honorifique d'abbé. En 1612, il a été ordonné prêtre et cette fois il est resté dans sa ville natale jusqu'à la fin de 1613, puis est retourné à Naples où il a continué sa carrière musicale. Sabino, quoique non résidant plus à Turi, cependant, est resté un membre du chapitre de la Collegiata dell'Assunta. Sa réputation en tant que compositeur lui a valu la nomination, en 1622, de primo maestro du Conservatoire de la Pietà dei Turchini, un poste qu'il a occupé jusqu'en 1626. En 1627, il est devenu maestro de l'église royale de Santa Barbara di Castel Nuovo, et entre 1630 et 1634 il a été organiste à l'Oratoire de saint Philippe. Son dernier poste a été celui de maître de chapelle de la Santa Casa dell'Annunziata, où il a également travaillé comme organiste et professeur. En 1640, il a enseigné le canto figurato au Collège des Sœurs de Sainte-Marie de Constantinople. Le dernier paiement reçu pour la composition d'une musique, pour le Monte degli Agonizzanti à S. Maria a Cellaro, est daté du 26 janvier 1645.
Giovanni Maria Sabino est le père de l'école de musique napolitaine qui au dix-huitième siècle est devenu célèbre et enviée dans le monde occidental. Cette musique est importée directement du nouveau style musical de Venise, connu comme la « musique baroque », grâce à des relations directes avec Claudio Monteverdi comme l'atteste la présence de la musique du maître de Crémone dans une collection de psaumes présente dans les archives des Girolamini de Naples, et celle de motets de Sabino dans la « Ghirlanda sacra », unique et premier musicien napolitain présent dans une collection de musique de compositeurs vénitiens, dont Monteverdi. Sabino est le premier maillon d'une chaîne d'enseignants-élèves qui va traverser tout le dix-septième et le dix-huitième siècles, donnant naissance à de grands musiciens tels que Francesco Provenzale, Domenico Scarlatti, Leonardo Leo, Tommaso Traetta, Giovanni Paisiello, Niccolò Piccinni, etc. Précurseur de Gregorio Strozzi, Giovanni Salvatore et Francesco Provenzale, il a été le premier compositeur napolitain à employer des violons dans des motets et à introduire l'utilisation d'une voix soliste, avec des passages virtuoses, sur une basse continue développée.

## Œuvres
- Salmi di compieta per 4 voci
- Il primo libro delli mottetti per 2 voci
- Il secondo libro delli mottetti per 2-4 voci
- Psalmi de vespere per 4 voci
- 4 mottetti per 1 voce e basso continuo
- Salmi per 5 voci
- 3 mottetti per 3-4 voci
- Mottetto con sinfonia per 3 voci, 2 violini e basso continuo
- Mottetto per 2-3 voci per basso continuo
- Galiarda per 4 viole
- L'aspettar è pur dolce (cantata per 1 voce e basso continuo)
- Dixit Dominus per 5 voci
- Altri mottetti

## Source de la traduction
- (it) Cet article est partiellement ou en totalité issu de l’article de Wikipédia en italien intitulé « Giovanni Maria Sabino » (voir la liste des auteurs).